# End of the Century: The Story of the Ramones
End of the Century: The Story of the Ramones je glazbeni, dokumentarni i životopisni video američkog punk rock sastava Ramones, koji je objavljen u siječnju 2003. godine. Producenti i direktori filma Jim Fields i Michael Gramaglia, na materijalu su slijedili povijest sastava i njihove 22 godine glazbene karijere po turnejama. Film je uglavnom bio podjednako dobro primljen i od kritičara i od obožavatelja, a na Rotten Tomatoesu primljen je s 95% rejtinga.
Film prikazuje Ramonesovu priču od samih njihovih početaka u CBGB-u (Country, Blue Grass, and Blues) do njihovog ulaska u kuću slavnih Rock and Roll Hall of Fame. Također uključuje razne komentare od Dee Dee Ramone, Johnny Ramone, Joey Ramone, Marky Ramone, C.J. Ramone, Tommy Ramone, Richie Ramone, Elvis Ramone i drugi (uključujući i Joeyvu majku i brata). Markya Ramonea prikazuje kao izvrsnog bubnjara u heavy metal žanru i izaziva metal bubnjare da sviraju u Ramonesovom stilu. 
DVD 11. svibnja 2005. postiže platinastu nakladu u Argentini i prodaje se u preko 40.000 primjeraka.

## Sudionici na DVD-u
- Ramones - arhivski snimci
- Johnny Ramone - arhivski snimci i kao John Cummings
- Dee Dee Ramone - samoga sebe, arhivski snimci i kao Douglas Colvin
- Tommy Ramone - samoga sebe, arhivski snimci i kao Thomas Erdely
- Joey Ramone - samoga sebe, arhivski snimci i kao Jeffrey Hyman
- Marky Ramone - samoga sebe, arhivski snimci i kao Mark Bell
- Richie Ramone - samoga sebe i arhivski snimci
- Christopher Ward - samoga sebe, arhivski snimci i kao C.J. Ramone
- i drugi

## Značajke
- Film je dobio ime po njihovom petom studijskom albumu End of the Century.
- Iako se razgovor vodi o Sjevernoj Americi, scene prikazuju Brazil i gomilu ljudi kako ih okružuju i TV prezentaciju koja se održava u Buenosu Airesu, Argentina. U scenama s gomilom ljudi prikazana su djeca kako trče za Ramonesovim autom do ulice Carlos Pellegrini, 100 metra udaljenu od Obeliskovog znaka. Prezentator za Argentinu bio je Mario Pergolini.

## Vanjske poveznice
- End of the Century u internetskoj bazi filmova IMDb-a
- Službene stranice